# Die - oder keine
Die - oder keine è un film del 1932 prodotto e diretto da Carl Froelich. Tra gli interpreti, appare anche il gruppo vocale tedesco Comedian Harmonists che, negli anni trenta, fu popolarissimo in Germania e conosciuto in tutto il mondo, dagli Stati Uniti all'Australia.

## Produzione
Il film fu prodotto dalla Carl Froelich Filmproduktion.

## Distribuzione
Distribuito dallaLeo Leibholz Tonfilm-Vertrieb , uscì nelle sale cinematografiche tedesche presentato all'Ufa-Palast am Zoo di Berlino il 26 settembre 1932.